# Licca-chan
Licca-chan (リカちゃん) el nom complet és Kayama Rika (香山リカ), és una popular sèrie de nines de joguina introduïdes al Japó en els anys 1967 per la companyia Takara. Les nines Licca-chan mostren un cos més japonès pel que fa a alçada i característiques. Takara ha venut més de 48 milions de nines a partir de 2002, i 53 milions des del 2007. Licca-chan va ser creada per l'artista de manga shōjo, Miyako Maki, que és l'esposa de Leiji Matsumoto. Aquesta nina és tan popular al Japó com ho és la Barbie als Estats Units.
Takara ha proporcionat una extensa història de per a la nina, incloent una edat (onze), on assisteix a l'escola, els noms i ocupacions dels seus pares, i els seus llibres favorits -Anne of Green Gables i A Little Princess-. A Licca-chan també li agrada Doraemon.
Al 2001, una versió adulta i embarassada de la nina Licca-chan va ser introduïda, la qual portava una targeta que el comprador podia enviar a la companyia Takara per aconseguir una nina bebè que a la vegada portava una clau que podia restaurar a la nina-mare a les seves proporcions normals. El llançament d'aquesta nina va coincidir amb el naixement de la princesa Aiko, la filla dels prínceps Naruhito i Masako del Japó, un factor que va augmentar les vendes de la nina. De llavors ençà, d'altres versions de la nina s'han anat produint, incloent la "Departure Licca", llançada en el quaranta aniversari del producte el 2007.
Un videojoc de Licca-chan va ser llançat per Nintendo DS el 29 de novembre de 2007. Aquest joc va sortir més tard el 14 d'octubre de 2008 als Estats Units amb el nom de Lovely Lisa.